# Metepilysta negrosensis
Metepilysta negrosensis là một loài bọ cánh cứng trong họ Cerambycidae.